# Arega
Arega est une freguesia portugaise située dans le District de Leiria.
Avec une superficie de 28,49 km2 et une population de 1 154 habitants (2001), la paroisse possède une densité de 40,5 hab/km2.